# John Cudahy
John Clarence Cudahy (ur. 10 grudnia 1887 w Milwaukee, Milwaukee County w amerykańskim stanie Wisconsin, zm. 6 września 1943 w Milwaukee) – amerykański polityk i dyplomata, ambasador Stanów Zjednoczonych w Polsce w latach 1933-1937.

## Życiorys
Był synem urodzonego w Irlandii amerykańskiego przedsiębiorcy Patricka Cudahy i Anny Cudahy. Studiował prawo na Uniwersytecie Harvarda w Cambridge i Uniwersytecie Wisconsin w Madison.
Służył w amerykańskiej armii podczas I wojny światowej, uczestnicząc w tzw. Polar Bear Expedition, ekspedycji wojsk sprzymierzonych podczas wojny domowej w Rosji (1918–1919). Cudahy opisał te wydarzenia w książce Archangel: The American War with Russia.
Był ambasadorem Stanów Zjednoczonych w następujących krajach europejskich: Polska (1933-1937), Belgia (1940), Irlandia (poseł 1937-40), Luksemburg (1940).
Na okres jego pobytu w Polsce przypadł przewrót majowy Józefa Piłsudskiego oraz wzrost napięcia na linii Warszawa-Berlin.
Cudahy osobiście przeprowadził wywiad z Adolfem Hitlerem opublikowany później w książce The Army's March.
Były amerykański ambasador w Polsce zmarł nagle po upadku z konia w Brown Deer na północ od Milwaukee. Jego syn Michael Cudahy założył Marquette Electronics i był jednym z najbardziej znanych w Milwaukee filantropów.

## Twórczość
- Archangel; the American war with Russia, Chicago, A.C. McClurg & co., 1924.
- Mañanaland; adventuring with camera and rifle through California in Mexico, New York, Duffield and company, 1928.
- African horizons, by John Cudahy, New York, Duffield & co., 1930.
- The armies march, a personal report by John Cudahy, New York, C. Scribner’s sons, 1941.